# Zweefvliegtuig

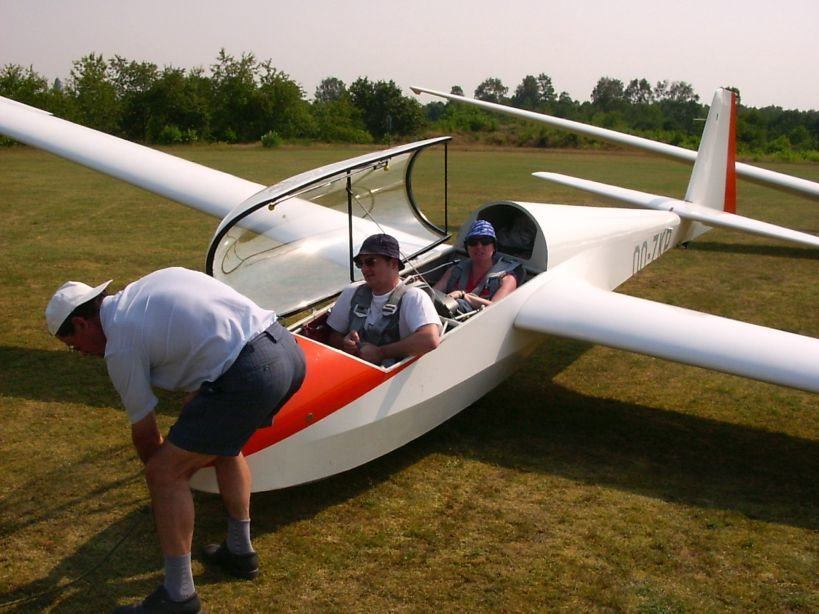
Een ASK-13-zweefvliegtuig wordt met een kabel vastgekoppeld aan een sleepvliegtuig

Een zweefvliegtuig is een toestel dat zich zwevend door de lucht verplaatst zonder gebruik van een motor. Zweefvliegtuigen zijn in feite voorlopers van de vliegtuigen die opstijgen en zich verplaatsen door middel van motorkracht.

## Ontwikkeling
Een van de pioniers van het zweefvliegen was Otto Lilienthal. Hij wijdde een groot deel van zijn leven aan het ontwikkelen van zweeftoestellen waarmee hij korte afstanden glijdend kon afleggen. De echte ontwikkeling van het zweefvliegtuig heeft plaatsgevonden in Duitsland in de jaren tussen 1920 en 1930, voornamelijk op de Wasserkuppe in het Rhöngebergte. Dat werd gestimuleerd doordat de Duitsers ten gevolge van strafmaatregelen na de Eerste Wereldoorlog geen motorvliegtuigen mochten bezitten. Nu nog wordt ca. 90% van de zweefvliegtuigen in Duitsland ontwikkeld en gebouwd.
Zweefvliegtuigen werden in de Tweede Wereldoorlog gebruikt om soldaten snel en verrassend op een bepaalde plaats te brengen. De Duitsers gebruikten het eerst zweefvliegtuigen van het type DFS 230 bij de aanval op het Belgische fort Eben-Emael en later bij luchtlandingen op Kreta. Door de geallieerden werden zweefvliegtuigen in grote aantallen ingezet bij de landing in Normandië en bij Operatie Market Garden. Het meest gebruikte Amerikaanse toestel was de Waco CG-4. De Britten gebruikten de Airspeed Horsa.
De Space Shuttle was eigenlijk ook een zweefvliegtuig. Die werd met een raket gelanceerd, maar landde als een zweefvliegtuig.

## Ontwerp en uitrusting
De eerste toestellen waren van hout en doek. Moderne zweefvliegtuigen worden doorgaans van kunststof gemaakt, dat met glasvezel of koolstofvezel is versterkt. Ze zijn onder meer voorzien van een hoogtemeter, een snelheidsmeter, een kompas en een variometer. Tegenwoordig wordt ook veel gebruikgemaakt van elektronische apparatuur zoals een GPS om de positie te bepalen, loggers om de hele vlucht elektronisch vast te leggen en een antibotsingssysteem Flarm. De vleugels en het stabilo kunnen worden gedemonteerd om het vervoer in een aanhangwagen mogelijk te maken.

## Techniek
De vlieger kan, eenmaal in de lucht, met zijn zweefvliegtuig gebruikmaken van thermiek, opstijgende warme lucht, om op grote hoogte te komen. Van de ene thermiekbel naar de andere vliegen en zo een grotere afstand afleggen wordt overlandvliegen genoemd, er kunnen afstanden tot meer dan 1000 km worden afgelegd. Een bijzondere vorm van zweefvliegen is het hellingvliegen waarbij de vlieger gebruikmaakt van hellingstijgwind, wind die langs een berghelling omhoog stroomt, of golfstijgwind. In golfstijgwinden kunnen zeer grote hoogtes worden bereikt, boven de 10.000 m.
Een zweefvliegtuig wordt normaliter door een sleepvliegtuig of een lier tot op een bepaalde hoogte gebracht, minimaal 250 meter, waarna het wordt losgekoppeld en het aan zijn vlucht kan beginnen. Enkele modernere types zweefvliegtuigen (motorzwevers) zijn uitgerust met een uitklapbare hulpmotor, sommige toestellen zijn in staat om hiermee zelf te starten.

## Fabrikanten
- Alexander Schleicher GmbH & Co
- DG Flugzeugbau
- Rolladen-Schneider
- Scheibe-Flugzeugbau
- Schempp-Hirth Flugzeugbau GmbH

vliegtuig (helikopter · autogiro) · zweefvliegtuig · luchtschip (zeppelin · blimp) · luchtballon